# Hatmehit

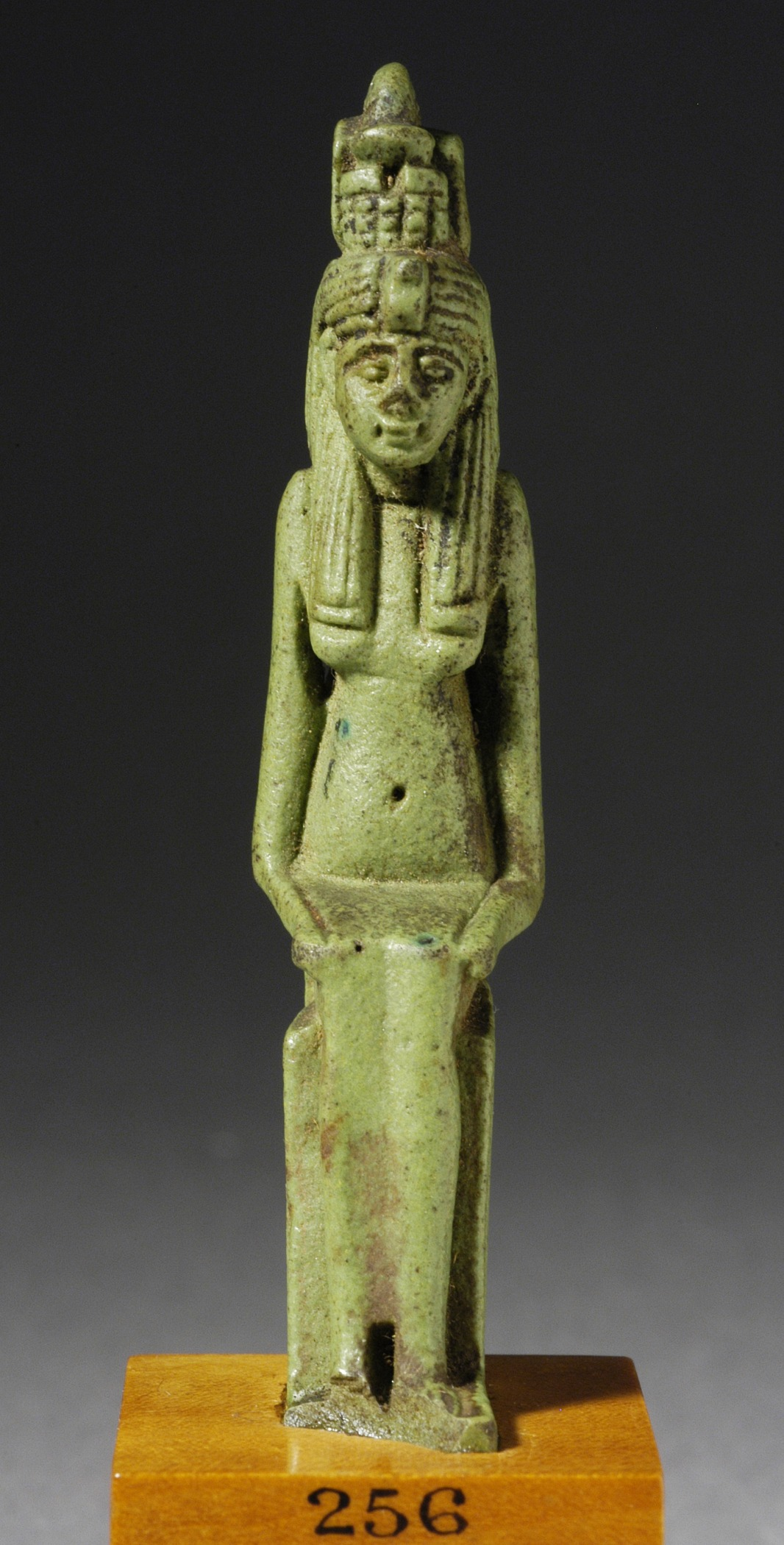
Hatmehit in faience verde (M.69.91.218). Los Angeles County Museum of Art.

Hatmehit (la pronuncia in egizio è stata ricostruita come *Hāwit-Maḥūyat) è una divinità egizia appartenente alla religione dell'antico Egitto, benevola e protettiva dea-pesce (Schilbeidae) adorata nella'area della città di Djedet (Mendes), nel delta del Nilo. Nell'arte egizia poteva comparire integralmente come un pesce oppure come una donna dal capo sormontato dall'emblema di un pesce (o da una "corona" completata sempre da un pesce). Le informazioni su di lei sono scarne, anche perché non fece mai parte d'alcuna narrazione mitologica importante; inoltre il suo culto ebbe una diffusione territorialmente limitata, essendo il pesce un animale ritenuto per nulla divino in molte aree dell'Egitto.

## Nome
Il suo nome significa "Primo dei pesci" o "Capo dei pesci". Potrebbe aver avuto dei collegamenti teologici con Hathor, una delle divinità più antiche e importanti della storia egizia, la quale aveva anche il nome di Mehetueret, "Grande inondazione": probabilmente una reminiscenza delle acque dell'abisso primordiale da cui gli Egizi credevano fosse originariamente emerso il giorno. Altre dee connesse a tale "oceano" originario erano Mut e Nunet. 
Quando il culto di Osiride cominciò a diffondersi intensamente, all'epoca della V dinastia, la popolazione di Mendes cominciò a credere che Osiride avesse derivato il proprio prestigio supremo dal suo essere marito di Hatmehit. In particolare, si riteneva che fosse stato il ba di Osiride (noto con il nome di Banebdjedet, "Ba del Signore del djed"), cioè una parte del suo spirito, ad aver sposato Hatmehit.
Amuleti di Hatmehit, sotto forma di un pesce della famiglia degli Schilbeidae, comparvero solamente sotto la tarda XXVI dinastia.

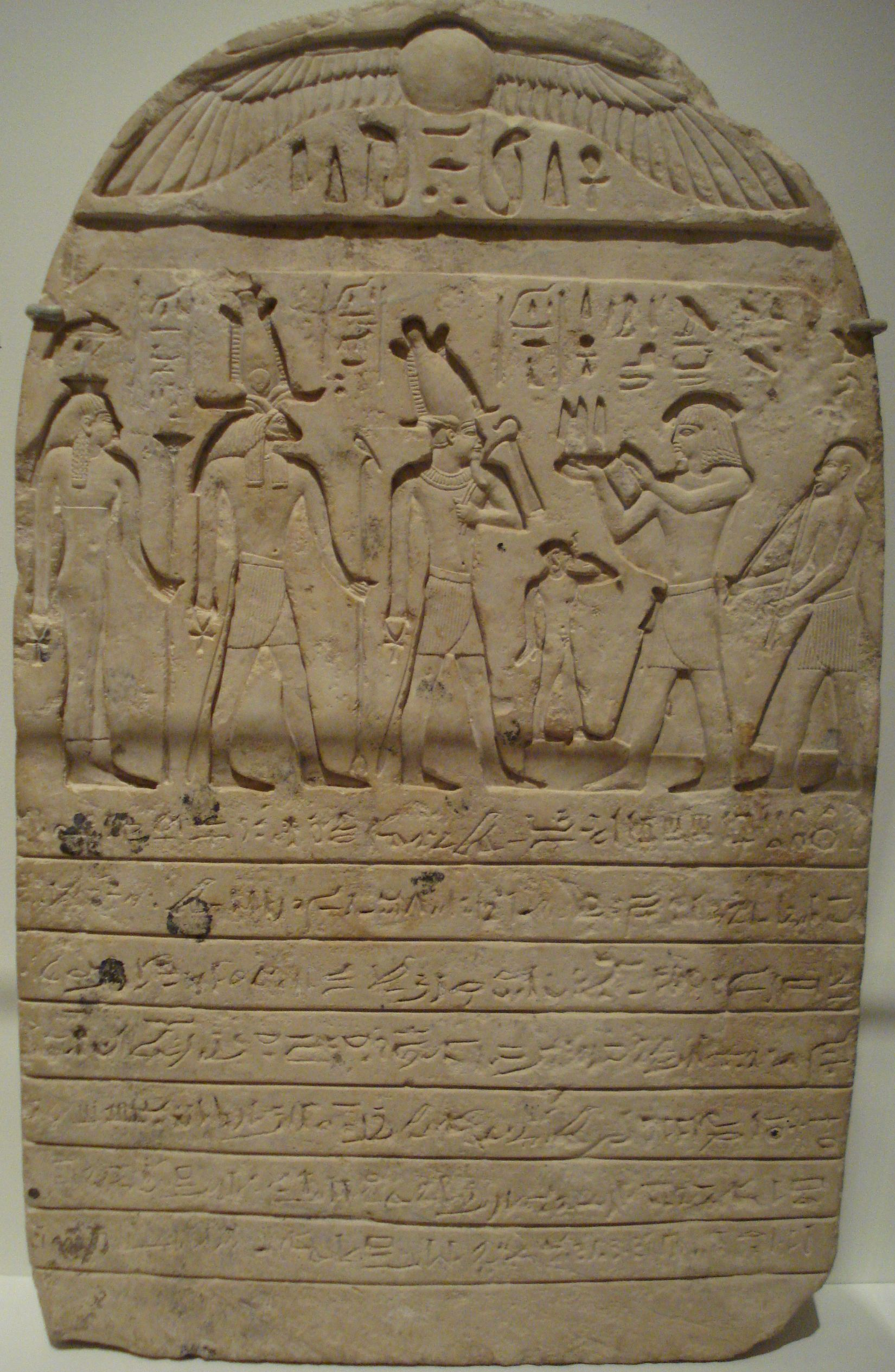
Stele della XXII dinastia, di Maharnakht A, principe di Mendes: Hatmehit è la prima a sinistra. Brooklyn Museum, New York.
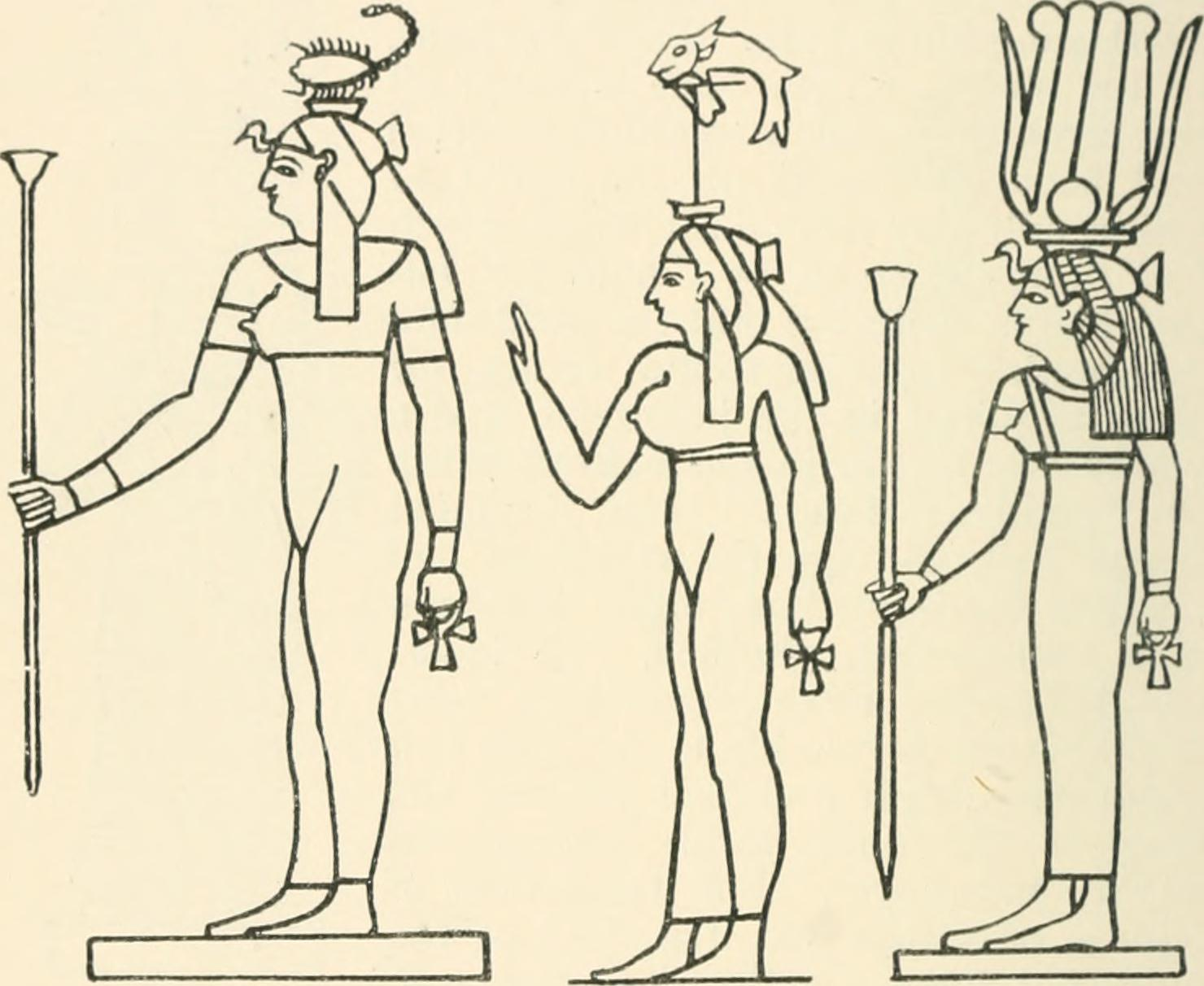
Al centro, Hatmehit.
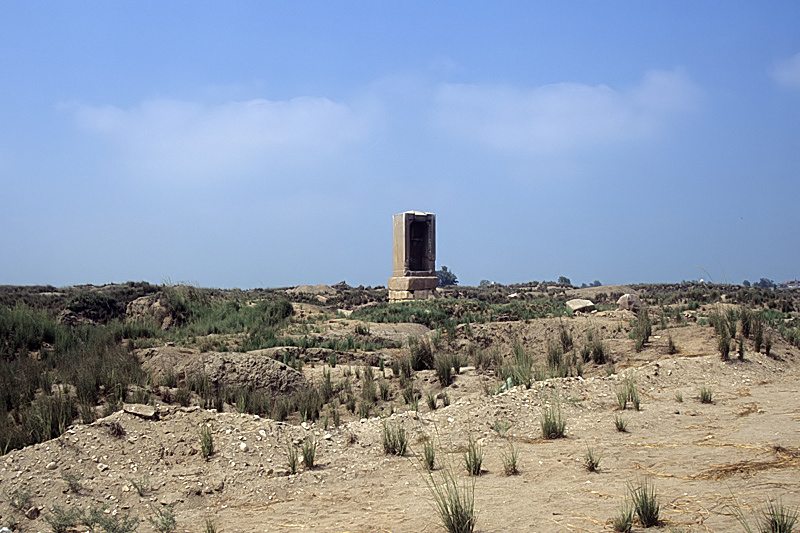
Veduta del sito archeologico di Tell el-Ruba, l'antica Djedet, centro del culto di Hatmehit.